# Tecnologia delle comunicazioni
Il termine tecnologie della comunicazione si riferisce allo studio delle interazioni fra le tecnologie dell´informazione e i processi umani di comunicazione.
Le ricerche effettuate in tale settore, riguardano tanto l'impatto delle tecnologie dell´informazione sui processi comunicativi umani, quanto l'importanza esercitata dalle teorie della comunicazione nell'ambito dell'interazione fra i vari sistemi informatici.
Spesso gli acronimi IT e ICT vengono utilizzati indistintamente per indicare:
- i mezzi per la registrazione di informazioni su disco magnetico, nastri, dischi ottici, CD, DVD, ecc… ;
- i mezzi per la trasmissione di informazioni come la radio e la televisione, ecc.;
- i mezzi per la comunicazione tramite voce, suono o immagini, come il microfono, la fotocamera, il telefono ecc….

In altre parole le ICT comprendono tutte le tecnologie che supportano la creazione, la conservazione, il trattamento, lo scambio e la diffusione delle informazioni, ma si riferiscono anche alle diverse infrastrutture che in tali processi vengono utilizzate, e alle specifiche applicazioni e i diversi servizi ad esse connessi.
Insieme alla tecnologia informatica, le tecnologie delle telecomunicazioni, hanno contribuito a migliorare le reti basate su piattaforme di informazione e di comunicazione, come nel caso di Internet. Nello stesso tempo, però, per via dell'enorme rapidità degli sviluppi tecnologici, hanno completamente stravolto l'organizzazione del lavoro, modificando inevitabilmente le conoscenze e competenze richieste a coloro che ne usufruiscono e obbligando a continui adattamenti.
Non si può certo ignorare che la loro ampia diffusione abbia contribuito significativamente alla crescita delle economie nei paesi sviluppati.

## La comunicazione
Comunicare deriva dal latino "comunicare" (collegato a sua volta alla parola "communis"), che significa condivisione. Non dobbiamo quindi intenderla solo nel suo significato di inviare messaggi, ma considerarla, in un'accezione più ampia, come vero e proprio atto sociale di scambio e partecipazione, mediato dall'uso di simboli significativi. Comunicare non è dunque solo trasmettere, scambiare informazioni, ma diviene relazionarsi, mettere qualcosa in comune, comprendersi vicendevolmente.
Gli elementi indispensabili per l'attivazione di un processo comunicativo sono:
- l'emittente: colui che dà avvio alla comunicazione;
- il ricevente: colui che la riceve;
- il messaggio: ciò che si comunica;
- il codice: un sistema di segni convenzionali;
- il canale: il mezzo attraverso il quale si trasmette il messaggio;
- la codifica: il processo attivato dall'emittente per trasformare le proprie rappresentazioni mentali in un codice;
- la decodifica: la trasformazione del messaggio da codice in una serie di rappresentazioni mentali, da parte del ricevente;
- il feed-back: l'interscambio che avviene tra ricevente ed emittente;
- il contesto o ambiente: il luogo fisico o sociale, dove effettivamente avviene lo scambio comunicativo.

## Storia
Gli strumenti utilizzati per comunicare si sono evoluti sempre più nel tempo, facilitando e migliorando progressivamente la comunicazione tra individui, partendo da una prima fase di oralità primaria o esclusiva, passando poi attraverso la scrittura, fino ad arrivare allo sviluppo dei media digitali.
Nella fase caratterizzata dall'oralità, veniva attribuito un ruolo preminente all'udito: la comunicazione avveniva necessariamente nello stesso luogo e nello stesso tempo dell'enunciazione, per cui il numero dei destinatari era assai ridotto e comunque limitato dall'ascolto del messaggio.
Successivamente la tecnologia della scrittura (epistole, manoscritti), pur svincolandosi da tale restrizione, rimase ancora legata a una relazione uno/pochi, per via della scarsa alfabetizzazione e dei lunghi tempi necessari per la copiatura manuale dei testi. L'invenzione della stampa a caratteri mobili da parte di Johannes Gutenberg nel 1456, diede il via ad una vera e propria rivoluzione nel mondo della comunicazione di massa e, grazie alla possibilità di riprodurre un numero potenzialmente infinito di copie tutte uguali dello stesso messaggio, essa rese possibile una relazione comunicativa uno/molti, che fu nel tempo ulterioriormente potenziata dalla radio, dal cinema e dalla televisione. Tale flusso di informazioni era caratterizzato da una monodirezionalità, cioè dalla trasmissione del messaggio in un'unica direzione dall'emittente ai destinatari.
Fondamentale fu l'invenzione del telegrafo ottico ad opera di Claude Chappe, che, a partire dalla seconda metà dell'Ottocento, consentì la trasmissione delle informazioni in codice a lunga distanza, soppiantando completamente la cultura tipografica. Attraverso tale fondamentale tappa, il termine comunicazione abbandonò, come sostiene McLuhan, il "riferimento alle strade, ai ponti, alle rotte navali, ai fiumi e ai canali, prima di trasformarsi con l'era elettronica in movimento di informazioni".
Recentemente, con l'avvento delle nuove tecnologie digitali, si è assistito allo sviluppo di nuove e sempre più complesse forme di comunicazione sociale di tipo molti/molti, caratterizzate da multimedialità, interattività e convergenza ipermediale.

## I mezzi di comunicazione e le infrastrutture
Attraverso i fili metallici si propaga l'energia elettrica, la quale risulta molto utile per trasmettere a distanza le informazioni. L'invenzione del telegrafo elettrico, circa a metà Ottocento, è stata seguita da quella del telefono e via via da tutti gli altri apparecchi che ancora oggi utilizziamo per la comunicazione. A fine secolo scorso, si è trovato il modo di inviare e ricevere le onde radio, poi negli anni Settanta si è arrivati a perfezionare la tecnologia laser con la quale è possibile inviare attraverso dei fili di vetro degli impulsi luminosi a grande distanza.
Questa modalità di comunicazione, detta a fibre ottiche, presenta, rispetto alle onde radio, il vantaggio di non avere interferenze, che invece potevano verificarsi con l'accavallamento dei segnali di diverse comunicazioni in contemporanea. Resta però la necessità piuttosto onerosa di dover installare un'enorme quantità di fili per i collegamenti, ed il rischio che gli eventi atmosferici o dei vandali possano danneggiarli.
Tutte le infrastrutture della comunicazione stanno evolvendo verso l'utilizzo della banda larga (DSL, connessioni satellitari, wi-fi, per poter così favorire lo sviluppo e la diffusione di servizi con crescente livello di innovazione, multimedialità e interattività. Tale processo, però, appare molto sviluppato al nord Italia e ancora in ritardo nel sud del Paese.

## I moderni sistemi di comunicazione
L'avvento della moderna "information and communication society" ha portato al cambiamento dei meccanismi attraverso i quali il sapere viene trasmesso e diffuso, in relazione a quattro aspetti principali:
- la portabilità, che rappresenta il definitivo abbandono, da parte dell'utente, dell'obbligo di dotarsi di una postazione di lavoro fissa per poter accedere alle informazioni;
- la personalizzazione, che coinvolge la sfera privata dell'individuo, focalizzando, nonostante l'aspetto dell'interazione, l'attenzione sull'uso peculiare e personale che ciascun utente ne fa;
- il multitasking, che consente di gestire più livelli di comunicazione o di svolgere contemporaneamente compiti diversi;
- l'opportunità di essere produttori, protagonisti attivi nella costruzione della conoscenza e non più ricettori passivi.

## La globalizzazione
Al fine di favorire il progresso anche in quei paesi ancora in via di sviluppo, già intorno agli anni sessanta diverse organizzazioni internazionali hanno cercato di sopperire alla mancanza di strumenti di comunicazione di massa. Negli anni a seguire si è sempre più diffuso, in tutto il mondo, l'uso dei media, la radio prima e la televisione poi hanno progressivamente condotto alla “globalizzazione".
Le “reti”, servendosi di cavi e microonde, sono state per lungo tempo il fulcro di tutto questo processo. Attualmente invece, sono i satelliti che consentono di collegare tra loro diverse aree del territorio e diversi continenti, che fanno parte della rete globale.
Nel 1965, solo 11 Paesi facevano parte del Consorzio Intelsat, ora invece sono oltre 140. In Italia, precisamente nella Piana del Fucino, si trova un importante punto della rete globale, gestito dalla società Nuova Telespazio.
I satelliti rendono possibile, con tempi e costi ridotti, la realizzazione di infrastrutture delle comunicazioni utili ad aiutare i Paesi in via di sviluppo; infatti, se un Paese ancora non è dotato di una rete terrestre di telecomunicazioni potrebbe, utilizzando i satelliti, superare un grave handicap. Talvolta piccole organizzazioni sopperiscono all'assenza delle istituzioni nell'elaborazione di progetti adeguati, aiutando questi Paesi economicamente più deboli a partecipare alla globalizzazione.
Grazie alla diffusione di internet, assume una nuova prospettiva anche il rapporto tra sviluppo e comunicazione: la rete telematica permette di ritagliare e distribuire l'informazione su misura, vale a dire che vi è una distribuzione secondo usi e bisogni di ciascun gruppo di riferimento. Tutto però resta ancora molto ipotetico, in quanto le aree più povere del mondo sono comunque quelle che ancora non dispongono di questi strumenti.

## Gli aspetti umani
Il mondo delle telecomunicazioni ha portato grandi innovazioni nella nostra società. Questi cambiamenti hanno coinvolto soprattutto i giovani che si sono sempre più appassionati ad un tipo di comunicazione basato sulla condivisione e la collaborazione. Con internet, soprattutto con i socialnetwork, le nuove generazioni hanno la possibilità di conoscere, esplorare e scoprire altre realtà, altri popoli con culture e tradizioni diverse dalle proprie. Persone di Paesi diversi hanno così la possibilità di conoscersi e instaurare forti legami di amicizia anche se vivono in luoghi molto lontani.

## Il diritto
La comunicazione è un aspetto essenziale della vita umana e per questo costituisce oggetto di un'attenta regolamentazione. Il diritto dei mezzi di comunicazione è quella parte di diritto che disciplina l'accesso, l'esercizio e la fruizione di un qualsiasi strumento per comunicare, con riferimento tanto all'emissione del messaggio quanto alla sua ricezione. Esso disciplina la comunicazione sia in relazione al suo contenuto, stabilendo un insieme di regole applicabili indipendentemente dal mezzo, che agli strumenti attraverso cui avviene, assumendo per ciascuno di essi una specifica struttura.
Attualmente però, viene considerato un sistema in movimento, visto che con l'evolversi delle tecnologie in direzione della convergenza, più forme di comunicazione confluiscono insieme nella stessa piattaforma tecnologica.